# Liste der Stolpersteine in Wiesbaden-Rheingauviertel
 Info: Angaben zu Eigenschaften, welche alle Teillisten für Wiesbaden gemeinsam haben, sind unter Liste der Stolpersteine in Wiesbaden zu finden.

## Liste
| Adresse                    | Name                                  | Inschrift mit Ergänzungen | Verlegedatum    | Bild | Anmerkung |
| -------------------------- | ------------------------------------- | --- | --------------- | ---- | --- |
| Oestricher Straße 6 ·      | Konrad Arndt                          | Hier wohnte Konrad Arndt Jg. 1899 Verhaftet 1935 KZ Esterwegen KZ Oranienburg "Verunglückt" bei Köln 13.11.1940                        | 9. Sep. 2008    |      | |
| Erbacher Straße 3 ·        | Jenny Birlenbach geb. Marx            | Hier wohnte Jenny Birlenbach geb. Marx Jg. 1878 Gedemütigt/Entrechtet Flucht in den Tod 25.3.1943                                      | 9. Sep. 2008    |      | Zur Erinnerung an Jenny Birlenbach, geb. Marx |
| Hallgarter Straße 4 ·      | Frieda Brück geb. Eichhold            | Hier wohnte Frieda Brück geb. Eichhold Jg. 1881 Deportiert 1942 Theresienstadt 1942 Treblinka Ermordet                                 | 15. Okt. 2015   |      | Zur Erinnerung an Otto Brück, Frieda Brück, geb. Eichhold, und Hugo Brück |
| Hallgarter Straße 4 ·      | Hugo Brück                            | Hier wohnte Hugo Brück Jg. 1902 'Schutzhaft' 1938 Dachau Deportiert 1942 Majdanek Ermordet 2.7.1942                                    | 15. Okt. 2015   |      | Zur Erinnerung an Otto Brück, Frieda Brück, geb. Eichhold, und Hugo Brück |
| Hallgarter Straße 4 ·      | Otto Brück                            | Hier wohnte Otto Brück Jg. 1873 Deportiert 1942 Theresienstadt 1942 Treblinka Ermordet                                                 | 15. Okt. 2015   |      | Zur Erinnerung an Otto Brück, Frieda Brück, geb. Eichhold, und Hugo Brück |
| Wallufer Straße 13 ·       | Emmy Feldheim                         | Hier wohnte Emmy Feldheim Jg. 1870 Deportiert 1942 Theresienstadt Tot 19.2.1943                                                        | 9. Sep. 2008    |      | Zur Erinnerung an Clara Stern, Paula Stern und Emmy Feldheim |
| Wallufer Straße 13 ·       | Clara Stern geb. Feldheim             | Hier wohnte Clara Stern geb. Feldheim Jg. 1867 Deportiert 1942 Theresienstadt Tot 12.6.1943                                            | 9. Sep. 2008    |      | Zur Erinnerung an Clara Stern, Paula Stern und Emmy Feldheim |
| Wallufer Straße 13 ·       | Paula Stern geb. Feldheim             | Hier wohnte Paula Stern geb. Feldheim Jg. 1868 Deportiert 1942 Theresienstadt Tot 4.2.1943                                             | 9. Sep. 2008    |      | Zur Erinnerung an Clara Stern, Paula Stern und Emmy Feldheim |
| Wallufer Straße 13 ·       | Louis Rappoport                       | Hier wohnte Louis Rappoport Jg. 1873 Deportiert 1.9.1942 Theresienstadt Tot 29.5.1944                                                  | 13. Okt. 2009   |      | |
| Hallgarter Straße 9 ·      | Ferdinand Feibel                      | Hier wohnte Ferdinand Feibel Jg. 1868 Deportiert 1942 Theresienstadt Ermordet 22.3.1943                                                |                 |      | Zur Erinnerung an Ida und Ferdinand Feibel |
| Hallgarter Straße 9 ·      | Ida Feibel geb. Guthmann              | Hier wohnte Ida Feibel geb. Guthmann Jg. 1870 Deportiert 1942 Theresienstadt Ermordet 15.7.1943                                        |                 |      | Zur Erinnerung an Ida und Ferdinand Feibel |
| Eltviller Straße 6 ·       | Adolf Sami Gerner                     | Hier wohnte Adolf Sami Gerner Jg. 1924 Flucht 1939 Belgien Interniert Mechelen Deportiert 1942 Ermordet in Auschwitz                   | 2. Mai 2012     |      | Zur Erinnerung an Ignatz Gerner und seine Söhne Adolf Sami und Manfred Ignatz und Bella Gerner betrieben eine Textil- und Wollwarenvertretung als Etagengeschäft, zunächst in der Eltviller Straße 6, später in der Dotzheimerstraße 25. Als die polnischen Juden im Oktober 1938 ausgewiesen wurden, versteckte sich die Familie bei Verwandten und entging so der Ausweisung nach Polen. Am 27. Dezember 1938 musste Ignatz Gerner sein Geschäft einstellen, das vorher schon wegen antijüdischer Hetze wenig Gewinn eingebracht hatte.                                                     |
| Eltviller Straße 6 ·       | Ignatz Gerner                         | Hier wohnte Ignatz Gerner Jg. 1899 Flucht 1939 Belgien Interniert Mechelen Deportiert 1942 Ermordet in Auschwitz                       | 2. Mai 2012     |      | Zur Erinnerung an Ignatz Gerner und seine Söhne Adolf Sami und Manfred Ignatz und Bella Gerner betrieben eine Textil- und Wollwarenvertretung als Etagengeschäft, zunächst in der Eltviller Straße 6, später in der Dotzheimerstraße 25. Als die polnischen Juden im Oktober 1938 ausgewiesen wurden, versteckte sich die Familie bei Verwandten und entging so der Ausweisung nach Polen. Am 27. Dezember 1938 musste Ignatz Gerner sein Geschäft einstellen, das vorher schon wegen antijüdischer Hetze wenig Gewinn eingebracht hatte.                                                     |
| Eltviller Straße 6 ·       | Manfred Gerner                        | Hier wohnte Manfred Gerner Jg. 1927 Flucht 1939 Belgien Interniert Mechelen Deportiert 1942 Ermordet in Auschwitz                      | 2. Mai 2012     |      | Zur Erinnerung an Ignatz Gerner und seine Söhne Adolf Sami und Manfred Ignatz und Bella Gerner betrieben eine Textil- und Wollwarenvertretung als Etagengeschäft, zunächst in der Eltviller Straße 6, später in der Dotzheimerstraße 25. Als die polnischen Juden im Oktober 1938 ausgewiesen wurden, versteckte sich die Familie bei Verwandten und entging so der Ausweisung nach Polen. Am 27. Dezember 1938 musste Ignatz Gerner sein Geschäft einstellen, das vorher schon wegen antijüdischer Hetze wenig Gewinn eingebracht hatte.                                                     |
| Marcobrunner Straße 8 ·    | Cäcilie Guggenheimer geb. Melzer      | Hier wohnte Cäcilie Guggenheimer geb. Melzer Jg. 1886 Deportiert 1942 Theresienstadt Ermordet 29.9.1942 Treblinka                      | 13. Okt. 2010   |      | Zur Erinnerung an Max Guggenheimer und Cäcilie, geb. Melzer, verw. Katzenstein Max Guggenheimer verdiente seinen Lebensunterhalt als selbständiger Handelsvertreter für „Seilerwaren aller Art speziell für das Baugewebe“. Die Firma Guggenheimer aus Ulm stellte seit 1871 Seile und Bindfaden her, Max Guggenheimers Bruder Jakob führte die Firma. |
| Marcobrunner Straße 8 ·    | Max Guggenheimer                      | Hier wohnte Max Guggenheimer Jg. 1874 Deportiert 1942 Theresienstadt Ermordet 29.12.1942 Treblinka                                     | 13. Okt. 2010   |      | Zur Erinnerung an Max Guggenheimer und Cäcilie, geb. Melzer, verw. Katzenstein Max Guggenheimer verdiente seinen Lebensunterhalt als selbständiger Handelsvertreter für „Seilerwaren aller Art speziell für das Baugewebe“. Die Firma Guggenheimer aus Ulm stellte seit 1871 Seile und Bindfaden her, Max Guggenheimers Bruder Jakob führte die Firma. |
| Hallgarter Straße 6 ·      | Berthold Haas                         | Hier wohnte Berthold Haas Jg. 1866 deportiert 1942 Theresienstadt ermordet 27.11.1942                                                  |                 |      | |
| Hallgarter Straße 6 ·      | Clotilde Haas                         | Hier wohnte Clotilde Haas geb. Müller Jg. 1874 deportiert 1942 Theresienstadt ermordet 19.10.1942                                      |                 |      | |
| Hallgarter Straße 6 ·      | Eugenie Haas                          | Hier wohnte Eugenie Haas Jg. 1901 deportiert 1942 ermordet in Sobibor                                                                  |                 |      | |
| Rauenthaler Straße 3 ·     | Elsa Haendel geb. Löser               | Hier wohnte Elsa Haendel geb. Löser Jg. 1896 Deportiert 10.6.1942 Ermordet 1942 in Sobibor                                             | 22. Jan. 2008   |      | |
| Schiersteiner Straße 7 ·   | Cäcilie Hammerschmidt                 | Hier wohnte Cäcilie Hammerschmidt Jg. 1879 Deportiert 1942 Lublin Ermordet in Sobibor                                                  | 13. Okt. 2010   |      | Zur Erinnerung an die Geschwister Hammerschmidt |
| Schiersteiner Straße 7 ·   | Eduard Hammerschmidt                  | Hier wohnte Eduard Hammerschmidt Jg. 1870 Deportiert 1942 Theresienstadt Tot 10.2.1943                                                 | 13. Okt. 2010   |      | Zur Erinnerung an die Geschwister Hammerschmidt |
| Schiersteiner Straße 7 ·   | Martha Hammerschmidt                  | Hier wohnte Martha Hammerschmidt Jg. 1864 Deportiert 1942 Theresienstadt Tot 11.1.1943                                                 | 13. Okt. 2010   |      | Zur Erinnerung an die Geschwister Hammerschmidt |
| Schiersteiner Straße 7 ·   | Rosa Hammerschmidt                    | Hier wohnte Rosa Hammerschmidt Jg. 1876 Deportiert 1942 Theresienstadt Tot 18.9.1942                                                   | 13. Okt. 2010   |      | Zur Erinnerung an die Geschwister Hammerschmidt |
| Rüdesheimer Straße 14 ·    | Anna Hirsch                           | Hier wohnte Anna Hirsch Jg. 1890 Deportiert 1942 Lublin Ermordet 1942 in Sobibor                                                       | 9. Sep. 2008    |      | |
| Rüdesheimer Straße 14 ·    | Siegmund Hirsch                       | Hier wohnte Siegmund Hirsch Jg. 1884 Deportiert 1942 Lublin Ermordet 1942                                                              | 9. Sep. 2008    |      | |
| Rüdesheimer Straße 14 ·    | Johanna Neumann geb. Mayer            | Hier wohnte Johanna Neumann geb. Mayer Jg. 1870 Deportiert 1942 Theresienstadt Ermordet 21.9.1942                                      | 9. Sep. 2008    |      | Zur Erinnerung an Emil Neumann und Johanna Neumann, geb. Mayer |
| Rüdesheimer Straße 14 ·    | Emil Neumann                          | Hier wohnte Emil Neumann Jg. 1867 Deportiert 1942 Theresienstadt Ermordet 29.9.1942 Treblinka                                          | 9. Sep. 2008    |      | Zur Erinnerung an Emil Neumann und Johanna Neumann, geb. Mayer |
| Eltviller Straße 21 ·      | Sofie Holländer geb. Weisenbeck       | Hier wohnte Sofie Holländer geb. Weisenbeck Jg. 1885 Gedemütigt/Entrechtet Umzug München Flucht in den Tod 8.2.1941                    | 9. Okt. 2014    |      | |
| Marcobrunner Straße 5 ·    | Klothilde Israel geb. Ellern-Eichmann | Hier wohnte Klothilde Israel geb. Ellern-Eichmann Jg. 1867 Deportiert 1942 Theresienstadt Ermordet 29.9.1942 in Treblinka              | 13. Okt. 2009   |      | |
| Marcobrunner Straße 5 ·    | Karl Neumann                          | Hier wohnte Karl Neumann Jg. 1872 Deportiert 1942 Theresienstadt Tot 7.3.1943                                                          | 4. Okt. 2011    |      | Karl Neumann war selbständiger Weinhändler. Seine Ehefrau Luise, genannt Lilly, wurde 1882 in Nieder-Ingelheim geboren. Das Ehepaar hatte 3 Kinder: Walter(1905), Bertha Luise (1918) und Hans Ludwig (1920). Karl Neumann war gemeinsam mit seinem Bruder Moritz Inhaber der Weinhandlung Laufer & Co in Nieder-Ingelheim in der Bahnhofstraße 54. Das Geschäft der Brüder Neumann lief bis zum Jahr 1933 gut. Danach machten sich die Restriktionen der nationalsozialistischen Politik bemerkbar. Am 31. Mai 1938 wurde die Firma aufgelöst. Das Anwesen wurde im September 1938 arisiert. |
| Marcobrunner Straße 5 ·    | Lilly Neumann                         | Hier wohnte Lilly Neumann Jg. 1882 Deportiert 1942 Theresienstadt Tot 10.4.1944                                                        | 4. Okt. 2011    |      | Karl Neumann war selbständiger Weinhändler. Seine Ehefrau Luise, genannt Lilly, wurde 1882 in Nieder-Ingelheim geboren. Das Ehepaar hatte 3 Kinder: Walter(1905), Bertha Luise (1918) und Hans Ludwig (1920). Karl Neumann war gemeinsam mit seinem Bruder Moritz Inhaber der Weinhandlung Laufer & Co in Nieder-Ingelheim in der Bahnhofstraße 54. Das Geschäft der Brüder Neumann lief bis zum Jahr 1933 gut. Danach machten sich die Restriktionen der nationalsozialistischen Politik bemerkbar. Am 31. Mai 1938 wurde die Firma aufgelöst. Das Anwesen wurde im September 1938 arisiert. |
| Hallgarter Straße 6 ·      | Julius Kahn                           | Hier wohnte Julius Kahn Jg. 1892 Deportiert 1942 Theresienstadt Ermordet 23.12.1944 Dachau                                             | 1. Okt. 2013    |      | |
| Hallgarter Straße 6 ·      | Martha Kahn geb. Blumenthal           | Hier wohnte Martha Kahn geb. Blumenthal Jg. 1890 Deportiert 1942 Theresienstadt Ermordet 4.10.1944 Auschwitz                           | 1. Okt. 2013    |      | |
| Mittelheimer Straße 11 ·   | Dr. Daniel Kahn-Hut                   | Hier wohnte Dr. Daniel Kahn-Hut Jg. 1875 Deportiert 1942 Theresienstadt Tot 26.6.1943                                                  | 9. Sep. 2008    |      | Daniel Kahn-Hut hatte nach dem Medizinstudium über die Behandlungsmöglichkeit des grauen Stars promoviert; anschließend praktizierte er in Gotha. 1933 wurde ihm wegen seiner jüdischen Herkunft die Krankenkassenzulassung entzogen. Da Dr. med. Kahn-Hut zunehmend öffentlichen Verleumdungen in lokalen Zeitungen ausgesetzt war, wagten die Patienten nicht mehr, seine Praxis aufzusuchen. Noch im selben Jahr sah er sich gezwungen, sie ganz zu schließen. 1934 zogen Daniel und Frieda Kahn-Hut nach Wiesbaden, Mittelheimer Straße 11.                                               |
| Mittelheimer Straße 11 ·   | Frieda Kahn-Hut geb. Wertheim         | Hier wohnte Frieda Kahn-Hut geb. Wertheim Jg. 1880 Deportiert 1942 Theresienstadt Ermordet 16.10.1944 Auschwitz                        | 9. Sep. 2008    |      | Daniel Kahn-Hut hatte nach dem Medizinstudium über die Behandlungsmöglichkeit des grauen Stars promoviert; anschließend praktizierte er in Gotha. 1933 wurde ihm wegen seiner jüdischen Herkunft die Krankenkassenzulassung entzogen. Da Dr. med. Kahn-Hut zunehmend öffentlichen Verleumdungen in lokalen Zeitungen ausgesetzt war, wagten die Patienten nicht mehr, seine Praxis aufzusuchen. Noch im selben Jahr sah er sich gezwungen, sie ganz zu schließen. 1934 zogen Daniel und Frieda Kahn-Hut nach Wiesbaden, Mittelheimer Straße 11.                                               |
| Rüdesheimer Straße 38 ·    | Ludwig Landau                         | Hier wohnte Ludwig Landau Jg. 1879 Deportiert 1942 Lublin Ermordet in Sobibor                                                          | 2. Mai 2013     |      | |
| Rauenthaler Straße 16 ·    | Emmy Lekisch                          | Hier wohnte Emmy Lekisch Jg. 1887 Deportiert 1942 Ermordet 1942 in Sobibor                                                             | 9. Sep. 2008    |      | Zur Erinnerung an Emmy, Hermann, Lena sowie Martha Lekisch und ihre Geschwister |
| Rauenthaler Straße 16 ·    | Hermann Lekisch                       | Hier wohnte Hermann Lekisch Jg. 1882 Deportiert 1942 Ermordet 1942                                                                     | 9. Sep. 2008    |      | Zur Erinnerung an Emmy, Hermann, Lena sowie Martha Lekisch und ihre Geschwister |
| Rauenthaler Straße 16 ·    | Lena Lekisch                          | Hier wohnte Lene Lekisch Jg. 1874 Deportiert 1942 Theresienstadt Tot 7.10.1942                                                         | 9. Sep. 2008    |      | Zur Erinnerung an Emmy, Hermann, Lena sowie Martha Lekisch und ihre Geschwister |
| Rauenthaler Straße 16 ·    | Martha Lekisch                        | Hier wohnte Martha Lekisch Jg. 1875 Deportiert 1942 Theresienstadt Tot 24.12.1942                                                      | 9. Sep. 2008    |      | Zur Erinnerung an Emmy, Hermann, Lena sowie Martha Lekisch und ihre Geschwister |
| Rauenthaler Straße 6 ·     | Leo Lesem                             | Hier wohnte Leo Lesem Jg. 1864 Gedemütigt/Entrechtet Flucht in den Tod 28.3.1943                                                       | 9. Okt. 2014    |      | |
| Rauenthaler Straße 6 ·     | Richard Lesem                         | Hier wohnte Richard Lesem Jg. 1923 Deportiert 1941 Theresienstadt Ermordet 12.2.1945 Dachau                                            | 9. Okt. 2014    |      | |
| Marcobrunner Straße 6 ·    | Anna Lewinberg                        | Hier wohnte Anna Lewinberg Jg. 1878 Deportiert 1942 Lublin Ermordet in Sobibor                                                         | 5. Mai 2010     |      | Anna Lewinberg war nicht verheiratet. Wegen einer Hüftgelenksentzündung litt sie an einer Gehbehinderung. In ihrem Berufsleben soll sie Musiklehrerin gewesen sein. Als Chorsängerin bei der Jüdischen Kultusgemeinde erhielt sie 1938 einen kleinen Zuschuss zu ihrer Rente. |
| Marcobrunner Straße 6 ·    | Hedwig Mayer                          | Hier wohnte Hedwig Mayer Jg. 1883 Deportiert 1942 Lublin Ermordet in Sobibor                                                           | 4. Okt. 2011    |      | |
| Marcobrunner Straße 6 ·    | Paula Mayer                           | Hier wohnte Paula Mayer Jg. 1878 Deportiert 1942 Lublin Ermordet in Sobibor                                                            | 4. Okt. 2011    |      | |
| Eltviller Straße 7 ·       | David Reiner                          | Hier wohnte David Reiner Jg. 1887 Deportiert 1942 Lublin Ermordet 1942                                                                 | 9. Okt. 2014    |      | Im Wiesbadener Adressbuch taucht der Name David Reiner zum ersten Mal im Jahr 1925 auf. Er lebte zunächst in der Lehrstraße 9, später in der Eltviller Straße 7. David Reiner war Apotheker, so steht es in den Adressbüchern und auf dem Totenschein seiner Frau. In welcher Apotheke er beschäftigt war, konnte leider nicht ermittelt werden. |
| Johannisberger Straße 3 ·  | Ernst Rosenzweig                      | Hier wohnte Ernst Rosenzweig Jg. 1898 Verhaftet 1939 Arbeitskommando 41 1940 Sachsenhausen Dachau 1941 Buchenwald Ermordet 14.6.1942   | 9. Okt. 2014    |      | Zur Erinnerung an Ernst Rosenzweig |
| Kaiser-Friedrich-Ring 23 · | Klara Schirmer geb. Hirschberg        | Hier wohnte Klara Schirmer geb. Hirschberg Jg. 1881 Verhaftet 22.3.1943 Ravensbrück Deportiert 1944 Auschwitz Ermordet 31.1.1944       | 19. Apr. 2016   |      | Zur Erinnerung an Klara Schirmer |
| Rüdesheimer Straße 2 ·     | Betty Seligmann geb. Strauss          | Hier wohnte Betty Seligmann geb. Strauss Jg. 1875 Deportiert 1942 Theresienstadt Tot 3.9.1942                                          | 27. Jan. 2009   |      | |
| Schiersteiner Straße 31 ·  | Rosa Schönfeld geb. Kronenberg        | Hier wohnte Rosa Schönfeld geb. Kronenberg Jg. 1875 Gedemütigt/Entrechtet Flucht in den Tod 29.8.1942                                  | 15. Okt. 2015   |      | |
| Rüdesheimer Straße 18 ·    | Hermann Stern                         | Hier wohnte Hermann Stern Jg. 1893 Deportiert 1942 Theresienstadt Ermordet 19.12.1944 Dachau                                           | 9. Sep. 2008    |      | Hermann Stern war Lehrer von Beruf und hat zuletzt an der jüdischen Schule in der Mainzer Str. 104 in Wiesbaden Sprachen unterrichtet. Außerdem hat er den Auswanderförderkurs betreut. Die Familie plante zu emigrieren. Die Tochter Ruth lernte das Nähen, Irma Stern war Weißnäherin und sollte später die Familie ernähren, da Hermann Stern als Lehrer in einem fremden Land keine berufliche Zukunft für sich sah. |
| Rüdesheimer Straße 18 ·    | Irma Stern geb. Katz                  | Hier wohnte Irma Stern geb. Katz Jg. 1897 Deportiert 1942 Theresienstadt Ermordet 4.10.1944 Auschwitz                                  | 9. Sep. 2008    |      | Hermann Stern war Lehrer von Beruf und hat zuletzt an der jüdischen Schule in der Mainzer Str. 104 in Wiesbaden Sprachen unterrichtet. Außerdem hat er den Auswanderförderkurs betreut. Die Familie plante zu emigrieren. Die Tochter Ruth lernte das Nähen, Irma Stern war Weißnäherin und sollte später die Familie ernähren, da Hermann Stern als Lehrer in einem fremden Land keine berufliche Zukunft für sich sah. |
| Rüdesheimer Straße 18 ·    | Ruth Stern                            | Hier wohnte Ruth Stern Jg. 1923 Deportiert 1942 Lublin Ermordet 1942 in Sobibor                                                        | 9. Sep. 2008    |      | Hermann Stern war Lehrer von Beruf und hat zuletzt an der jüdischen Schule in der Mainzer Str. 104 in Wiesbaden Sprachen unterrichtet. Außerdem hat er den Auswanderförderkurs betreut. Die Familie plante zu emigrieren. Die Tochter Ruth lernte das Nähen, Irma Stern war Weißnäherin und sollte später die Familie ernähren, da Hermann Stern als Lehrer in einem fremden Land keine berufliche Zukunft für sich sah. |
| Rüdesheimer Straße 39 ·    | Käthe Sternheim                       | Hier wohnte Käthe Sternheim Jg. 1881 Deportiert 1942 Lublin Ermordet in Sobibor                                                        | 27. Jan. 2009   |      | Zur Erinnerung an Mimi und Käthe Sternheim |
| Rüdesheimer Straße 39 ·    | Mimi Sternheim                        | Hier wohnte Mimi Sternheim Jg. 1871 Deportiert 1942 Theresienstadt Tot 12.9.1942                                                       | 27. Jan. 2009   |      | Zur Erinnerung an Mimi und Käthe Sternheim |
| Oestricher Straße 6 ·      | Alexander Still                       | Hier wohnte Alexander Still Jg. 1931 Flucht 1933 Holland Interniert Westerbork Deportiert 1944 Auschwitz Ermordet 11.2.1944            | 9. Oktober 2014 |      | Zur Erinnerung an Hermann und Mirjam Still und ihre Kinder Sonja und Alexander Sonja Still besuchte nach der Grundschule das Städtische Oberlyzeum Wiesbaden, die heutige Elly-Heuss-Schule. Sie erzielte in dem einen Jahr von Ostern 1932 bis zum Austritt am 19. Juli 1933 gute Leistungen und war ein lebhaftes Kind. Besonders ihr Klavierspiel wurde gelobt. In Amsterdam besuchte sie eine Oberschule und anschließend das Konservatorium; ab 1942 arbeitete sie als Lehrerin, offenbar an einer jüdischen Schule.                                                                     |
| Oestricher Straße 6 ·      | Hermann Still                         | Hier wohnte Hermann Still Jg. 1891 Flucht 1933 Holland Interniert Westerbork Deportiert 1944 Auschwitz Ermordet 11.2.1944              | 9. Oktober 2014 |      | Zur Erinnerung an Hermann und Mirjam Still und ihre Kinder Sonja und Alexander Sonja Still besuchte nach der Grundschule das Städtische Oberlyzeum Wiesbaden, die heutige Elly-Heuss-Schule. Sie erzielte in dem einen Jahr von Ostern 1932 bis zum Austritt am 19. Juli 1933 gute Leistungen und war ein lebhaftes Kind. Besonders ihr Klavierspiel wurde gelobt. In Amsterdam besuchte sie eine Oberschule und anschließend das Konservatorium; ab 1942 arbeitete sie als Lehrerin, offenbar an einer jüdischen Schule.                                                                     |
| Oestricher Straße 6 ·      | Maria Still geb. Scheinker            | Hier wohnte Maria Still geb. Scheinker Jg. 1893 Flucht 1933 Holland Interniert Westerbork Deportiert 1944 Auschwitz Ermordet 11.2.1944 | 9. Oktober 2014 |      | |
| Oestricher Straße 6 ·      | Sonja Still                           | Hier wohnte Sonja Still Jg. 1921 Flucht 1933 Holland Interniert Westerbork Deportiert 1944 Auschwitz Ermordet 11.2.1944                | 9. Oktober 2014 |      | |
| Johannisberger Straße 9 ·  | Eugenie Victor geb. Löwenstein        | Hier wohnte Eugenie Victor geb. Löwenstein Jg. 1890 Deportiert 1942 Theresienstadt Tot 18.7.1944                                       | 8. Juni 2007    |      | Zur Erinnerung an Selmar und Eugenie Victor |
| Johannisberger Straße 9 ·  | Selmar Victor                         | Hier wohnte Selmar Victor Jg. 1874 Deportiert 1942 Theresienstadt Tot 22.4.1944                                                        | 8. Juni 2007    |      | Zur Erinnerung an Selmar und Eugenie Victor |
| Marcobrunner Straße 17 ·   | Julie Wiemer geb. Klein               | Hier wohnte Julie Wiemer geb. Klein Jg. 1877 Verhaftet 1943 Deportiert 1943 Ermordet in Auschwitz 11.9.1943                            | 9. Sep. 2008    |      | |